# Matthew Anderson
Matthew John "Matt" Anderson (Buffalo, 18 de abril de 1987) é um jogador de voleibol norte-americano que atua na posição de atua nas posições de ponteiro e oposto.

## Carreira

### Clube
Matthew Anderson começou sua carreira atuando no voleibol universitário na Universidade Estadual da Pensilvânia. Em julho de 2008, renunciou ao seu último ano de elegibilidade esportiva com sua universidade e assinou para a temporada 2008–09 com os sul-coreanos do Hyundai Skywalkers, na V-League, onde permaneceu por dois anos. Ele então chegou ao campeonato italiano na temporada 2010–11, vestindo a camisa do Callipo da Vibo Valentia, passando então para o Modena Volley na temporada seguinte.
Na temporada 2012–13 foi contratado pelo russo Zenit-Kazan, embora tenha tirado alguns meses no início da temporada 2014–15, com o qual conquistou cinco Supercopas Russa, quatro Copas da Rússia, cinco títulos do Campeonato Russo, quatro Liga dos Campeões e o Campeonato Mundial de Clubes de 2017.
Na temporada 2019–20 voltou à Itália, novamente atuando pelo Modena Volley, enquanto na temporada seguinte deveria ter disputado a Superliga Chinesa com o Shanghai, mas, devido aos atrasos com o início do torneio, renuncia ao contrato com o time asiático e depois acaba perdendo o ano inteiro, após uma apendicectomia de emergência.
Para a temporada 2021–22, o norte-americano assinou contrato com o italiano Sir Safety Conad Perugia, com o qual conquistou o título da Copa Itália de 2022. Ao término da temporada, Anderson retorna ao voleibol russo após assinar com o Zenit St. Petersburg.

### Seleção
Com a seleção sub-21, Anderson conquistou a medalha de prata no Campeonato NORCECA de 2006 e um ano depois participou do Campeonato Mundial de 2007.
Em 2007 estreou na seleção adulta dos Estados Unidos, com a qual no ano seguinte conquistou a medalha de ouro na Copa Pan-Americana, seguida de uma prata no Campeonato NORCECA de 2011, conquistando a medalha de ouro novamente em 2013, sendo premiado também como melhor jogador; em 2014 conquistou o título da Liga Mundial, seguido de um bronze na edição seguinte, um vice-campeonato na Copa dos Campeões da NORCECA de 2015 e outra de ouro na Copa do Mundo.
No ano seguinte disputou a segunda Olimpíada de sua carreira, conquistando a medalha de bronze ao derrotar a seleção russa. No ano seguinte conquistou o título do Campeonato NORCECA de 2017 e duas medalhas de bronze em 2018: na Liga das Nações e no Campeonato Mundial.
Em 2019 foi vice-campeão da Liga das Nações após perder a final para a seleção russa e ficou com o terceiro lugar da Copa do Mundo.
Em 2021, em sua terceira participação olímpica, Anderson ficou em décimo lugar após ficar na quinta colocação do grupo B nos Jogos Olímpicos de Tóquio.

## Vida Pessoal
Matt nasceu na cidade de Buffalo em Nova Iorque, filho de Michael e Nancy Anderson. Seu pai, Michael, veio a falecer no ano de 2010. Ele tem mais três irmãs Jennifer, Joelle e Amy, além de um irmão mais velho, Joshua. Suas irmãs jogaram voleibol na universidade. Tem um sobrinho, Tristin, que sofre de autismo, e em homenagem a ele tatuou em seu pulso direito uma peça de quebra cabeça, símbolo da luta contra o preconceito à pessoas autistas. Tem também uma tatuagem em homenagem à seu finado pai.
Em outubro de 2014, pediu seu afastamento do Zenit Kazan, alegando estar sofrendo de depressão. Foi re-encorporado à equipe no mês seguinte, atuando apenas na Liga dos Campeões, onde acabou se sagrando campeão.

## Títulos
Zenit Kazan
- Campeonato Mundial de Clubes: 2017
- Liga dos Campeões: 2014–15, 2015–16, 2016–17, 2017–18
- Campeonato Russo: 2013–14, 2014–15, 2015–16, 2016–17, 2017-18
- Copa da Rússia: 2014, 2015, 2016, 2017, 2018
- Supercopa Russa: 2012, 2015, 2016, 2017, 2018

Sir Safety Perugia
- Copa Itália: 2021–22

## Clubes
| Anos      | Clube                              |
| --------- | ---------------------------------- |
| 2008–2010 | Cheonan Hyundai Capital Skywalkers |
| 2010–2011 | Callipo da Vibo Valentia           |
| 2011–2012 | Casa Modena                        |
| 2012–2019 | Zenit Kazan                        |
| 2019–2020 | Leo Shoes Modena                   |
| 2021–2022 | Sir Safety Conad Perugia           |
| 2022–2023 | Zenit St. Petersburg               |
| 2023–     | Ziraat Bankkart                    |

## Prêmios Individuais
- 2013: Campeonato NORCECA – MVP
- 2015: Copa do Mundo – MVP
- 2017: Copa dos Campeões – Melhor oposto
- 2018: Liga das Nações – Melhor oposto
- 2018: Campeonato Mundial – Melhor oposto
- 2019: Liga das Nações – MVP e melhor oposto